# Estación Villa Santa Rosa
Villa Santa Rosa es una estación ferroviaria ubicada en la localidad homónima, Departamento Río Primero, Provincia de Córdoba, Argentina.
En su edificio se encuentra el Museo Histórico Villa Santa Rosa.

## Servicios
Fue inaugurada en 1930 por el Ferrocarril Central Norte Argentino. En 1948 se transfirió al Ferrocarril General Belgrano. Sus vías e instalaciones están a cargo de la empresa estatal Trenes Argentinos Infraestructura.
Hasta el año 1977 circulaban por sus vías trenes de pasajeros hacia Santa Fe, Balnearia, y Alta Córdoba. Actualmente no brinda servicios de pasajeros ni de cargas.
Se encuentra precedida por la Estación Diego de Rojas y le siguen Estación El Alcalde por parte del Ramal A8 y Estación Buey Muerto por parte del Ramal A11